# Girl's Story
《Girl's Story》(걸스 스토리)는 대한민국 걸그룹 카라의 일본 다섯 번째 정규음반으로 2015년 6월 17일에 발매되었다.

## 트랙 리스트
1. マンマミーア!
2. サマー☆ジック
3. ラブ・クリック
4. Sunshine Miracle
5. N.E.V.E.R.L.A.N.D.
6. ソー・グッド
7. Kiss Kiss Kiss
8. Last Summer
9. SUNNY DAYS
10. ファンファーレ
11. Forever Love (Fin.K.L cover)

## 한정반
- 유니버셜 스토어 한정반

CD+120P SPECIAL PHOTO BOOK
- 첫회 한정반 A DVD+GOODS부착
- DVD

1. マンマミーア (MUSIC VIDEO)
2. サマー☆ジック (MUSIC VIDEO)
3. サマー☆ジック (ギュリVer.) (MUSIC VIDEO)
4. サマー☆ジック (スンヨンVer.) (MUSIC VIDEO)
5. サマー☆ジック (ハラVer.) (MUSIC VIDEO)
6. サマー☆ジック (ヨンジVer.) (MUSIC VIDEO)
7. 特典映像

- 첫회한정반 B DVD부착
- DVD

1. バレンタインイベント@新高輪プリンスホテル(2015.02.14)ライブ映像全7曲収録 (約30分尺予定)
2. 特典映像